# Mr. P.A. Pijnacker Hordijkgemaal
Het Mr. P.A. Pijnacker Hordijkgemaal, ook wel boezemgemaal Gouda is een gemaal in de Nederlandse stad Gouda. Het gemaal wordt ingezet door het hoogheemraadschap van Rijnland om het waterpeil in de Rijnlandse boezem op de juiste hoogte te houden. Het is een van de vier boezemgemalen van het waterschap.
Het gemaal loost overtollig water op de Hollandse IJssel, maar het kan als enig gemaal tijdens periodes van droogte ook water naar de boezem toe overbrengen. Daartoe heeft het gemaal een inlaatschuif. In deze grote schuif zit een kleinere schuif, een rinket, die vismigratie mogelijk maakt.

## Technische gegevens
Het oorspronkelijke gemaal, dat tot 2013 in dienst was, had drie centrifugaalpompen van het merk Stork, elk goed voor een pompcapaciteit van 690 m3/min, bij een maximale opvoerhoogte van 2,00 m. Drie zescilinder dieselmotoren van Werkspoor dreven de pompen aan, elk met een vermogen van 460 pk.
De capaciteit van de oorspronkelijke waterinlaat bedroeg ca. 2100 m3/min. bij een verval van 0,50 m. In 1953 werd deze inlaat uitgebreid met drie elektrisch aangedreven schroefpompen, totale capaciteit van ca. 1450 m3/min. Deze aparte pompen zijn bij de renovatie verwijderd.
Tijdens de renovatie van 2013-2016 werd de uitmaalcapaciteit vergroot tot 3 × 800 m3/min, via elektromotoren van Alconza. De pompen zijn nu ook geschikt voor het inlaten van water, met een capaciteit van 3 × 700 m3/min.

## Geschiedenis

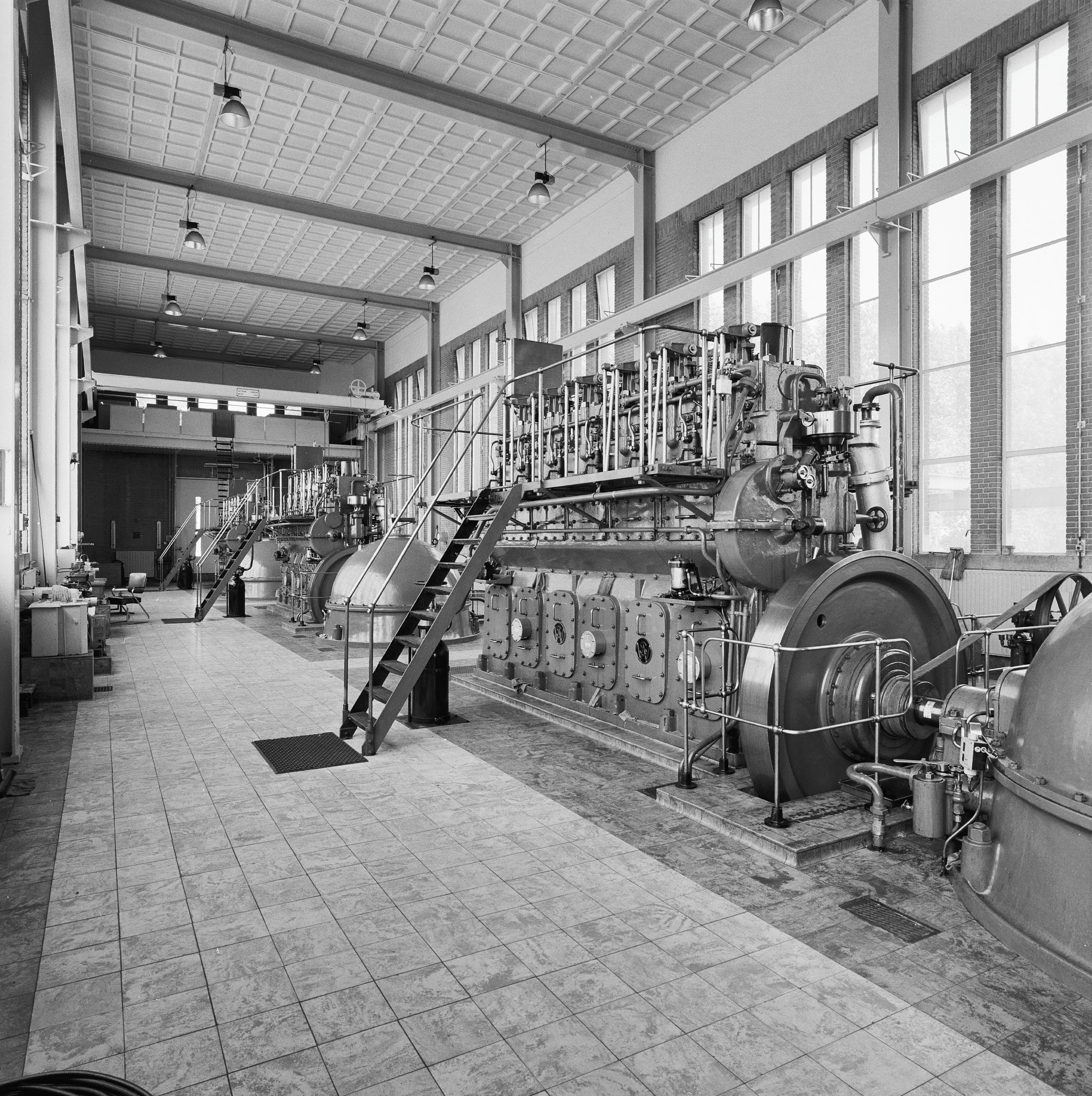
Een oude foto van het interieur met centrifugaalpompen

In 1857 werd een eerste gemaal in Gouda gebouwd, een stoomgemaal in de Fluwelensingel bij de Hanepraaisluis. Dit had tussen 1881 en 1918 een aandeel van 8-16% van de kunstmatige lozing van Rijnland. Ook toen al was er een inlaat van water mogelijk, door een kleine duiker bij het gemaal.
Het gemaal werd vervangen in verband met de verbetering van de vaarverbinding tussen Amsterdam en Rotterdam. In opdracht van de provincie Zuid-Holland werd het Gouwekanaal gegraven tussen de Gouwe en de Hollandse IJssel. Het kaneel splitste zich bij de IJssel in twee takken: de ene tak was bestemd voor de scheepvaart en had een schutsluis, de Julianasluis. De andere tak was bedoeld voor de uitwatering en had een spuisluis. In het uitwateringskanaal werd het nieuwe gemaal gebouwd. De provincie gaf subsidie voor de bouw van het nieuwe gemaal. De Verenigde Vergadering van het waterschap besloot in 1928 om een dieselgemaal te bouwen.
Het ontwerp voor het gebouw was van architect Bernard Buurman. Het gebouw werd later een rijksmonument. Bij de bouw maakte Rijnland voor het eerst ook gebruik van een ingenieursbureau. De bouw duurde van 1933-1935. Het gemaal werd in 1936 in gebruik genomen en werd genoemd naar de dijkgraaf van Rijnland, mr. P.A. Pijnacker Hordijk (1872-1954) die van 1923 tot 1943 dijkgraaf was.
Tussen 2013 en 2016 is het gemaal gerenoveerd. Daarbij is het gemaal ook geëlektrificeerd. Er is bij de renovatie echter één pomplijn behouden die op de oorspronkelijke dieselmotor draait. Hiervoor kreeg het hoogheemraadschap in 2016 de gemalenpluim uitgereikt van de Nederlandse Gemalen Stichting.